# John Hutchinson (1615-1664)
Pour les articles homonymes, voir John Hutchinson et Hutchinson.
John Hutchinson, né en 1615 à Owthorpe dans le Nottinghamshire et mort en 1664 à Sandown dans le Kent, est un homme politique anglais.

## Biographie
John Hutchinson naît en 1615 à Owthorpe dans le Nottinghamshire. Fils de Sir Thomas Hutchinson, chevalier de Owthorpe, et de Margaret, fille de Sir John Byron de Newstead, il est baptisé 18 septembre 1615. 
Représentant de Nottingham au Long Parlement, il lève des troupes pour le service du Parlement, est gouverneur de Nottingham qu'il défend contre le roi, est ministre du conseil d'État du Commonwealth et prend le parti de Monck contre Lambert. Membre du Parlement Convention, il en est expulsé le 9 juin 1660 pour avoir voté la mort du roi et emprisonné en 1663 sous la prévention de participation au complot du Yorkshire. Fort maltraité par le gouverneur de la Tour, il obtient son transfert au château de Sandown où il meurt en 1664.

### Son épouse
Lucy Apsley, qu'il épouse en 1638, est la fille d'un lieutenant de la Tour de Londres. Elle naît le 29 janvier 1620 à la Tour et meurt à une date inconnue.
Femme très intelligente et très cultivée, elle laisse des Mémoires extrêmement intéressants sur la révolution d'Angleterre, sous forme de biographie de son mari. La Life of colonel Hutchinson, publiée en 1806 par le révérend Julius Hutchinson, est souvent réimprimée. L'édition de 1885 contient une collection de lettres de Hutchinson. On a d'elle encore Narrative of the civil war in Nottinghamshire en manuscrit au British Museum. Guizot donne une traduction des Mémoires de mistress Hutchinson dans sa collection des mémoires relatifs à la révolution d'Angleterre.